# 查爾斯·邁克爾·施瓦布
查爾斯·邁克爾·施瓦布（英語：Charles Michael Schwab，1862年2月18日—1939年10月18日）出生在美國賓夕法尼亞州的威廉斯堡（英語：Williamsburg）逝世於紐約，是一名美國鋼鐵業的企業家。

## 生平
查爾斯·邁克爾·施瓦布大學畢業後進入安德魯·卡內基擁有的埃德加湯姆森鋼鐵廠（英語：Edgar Thomson Steel Works），19歲成為鋼鐵廠的副理，後來因為工安意外工廠主管喪生，查爾斯·邁克爾·施瓦布就接任主管，他以靈活的手腕和溝通聞名，因此改善鋼鐵廠的勞資問題，同時讓工廠的生產效率更高，1897年的時候，安德魯·卡內基任命查爾斯·邁克爾·施瓦布成為美國鋼鐵公司總裁，年薪美金一百萬元。
1903年查爾斯·邁克爾·施瓦布從美國鋼鐵公司辭職，自己創業伯利恆鋼鐵公司，後來成為美國第二大的鋼鐵廠，並在第一次世界大戰的時候，靠著軍火訂單而壯大，1927年到1932年之間，他擔任美國鋼鐵協會主席，不過1939年因為心臟病發而逝世。

## 相關連結
- Steel Titan: The Life of Charles M. Schwab （页面存档备份，存于）